# ATP St. Pölten 1997
L'ATP St. Pölten 1997, noto come International ÖTV Raiffeisen Grand Prix per motivi di sponsorizzazione, è stato un torneo professionistico maschile di tennis giocato sulla terra rossa. È stata la 17ª edizione del torneo – l'ottava inserita nell'ATP Tour – era della categoria ATP World Series e si è svolta nell'ambito dell'ATP Tour 1997. Si è giocato dal 19 al 25 maggio 1997 allo Sportzentrum Niederösterreich di Sankt Pölten, in Austria.
È stata la quarta edizione di questo torneo giocata a Sankt Pölten, le prime nove edizioni si erano svolte a Bari, le tre iniziali facevano parte delle Challenger Series e le sei successive erano state poste sotto l'egida del Grand Prix. Prima di approdare a Sankt Pölten, il torneo era quindi stato trasferito per quattro edizioni a Genova, dove per la prima volta è stato inserito nell'ATP Tour.

## Campioni

### Singolare
Marcelo Filippini ha battuto in finale  Patrick Rafter con il punteggio di 7–6(2) 6–2

### Doppio
Kelly Jones /  Scott Melville hanno battuto in finale  Luke Jensen /  Murphy Jensen con il punteggio di 6–2, 7–6